# Тибор, Радослав
Радослав Тибор (словац. Radoslav Tybor; род. 23 ноября 1989 года, Дубница-над-Вагом, Словакия) — словацкий хоккеист, правый нападающий.

## Карьера
Воспитанник хоккейной школы «Дукла» (Тренчин). Выступал за «Дукла» (Тренчин).
В составе национальной сборной Словакии провел 4 матча. В составе молодежной сборной Словакии участник чемпионата мира 2010.